# Cole (Einheit)
Der Cole war ein Gewichts-, Längen- und Flächenmaß in verschiedenen Regionen Asiens.

## Masseneinheit
Der Cole  war ein Gewichtsmaß in Aleppo. Es war das größte Maß der Region. Es wurde beispielsweise zum Wiegen von Messing, Kupferdraht, Bernstein, Kampfer und verschiedene Holzarten verwendet.
- 1 Cole = 7 Wesnos = 25.200 Drammen ≈ 13,66 Kilogramm
- 1 Wesne = 5 Rotoli = 3 19/20 Pfund (Amsterdamer = 494 Gramm) = 1951,3 Gramm
- 1 Rotoli = 12 Unzen = 720 Drachme

## Längenmaß
Der Cole war ein Längenmaß in Travancore und zusätzlich ein Flächenmaß in  Puducherry in Indien.
- Travancore 1 Cole = 24 Borrels = 327,258 Pariser Linien = 0,73824 Meter
- Puducherry 1 Cole/Bambu = 3,6477 Meter

## Flächenmaß
- Puducherry 1 Cole carre/Cougi = 13,3055 Quadratmeter